# 미술 감독
미술 감독(美術監督)은 영화 · 텔레비전 등의 촬영 피사체가 되는 공간을 만드는 작업을 총괄하는 사람이다. 영화 감독이나 프로듀서와 협의를 하여 예산 범위 내에서 그 영화의 세계관 (배경)을 만들어 낸다.

## 같이 보기
- 아트 디렉터